# 2017년 동계 스페셜 올림픽

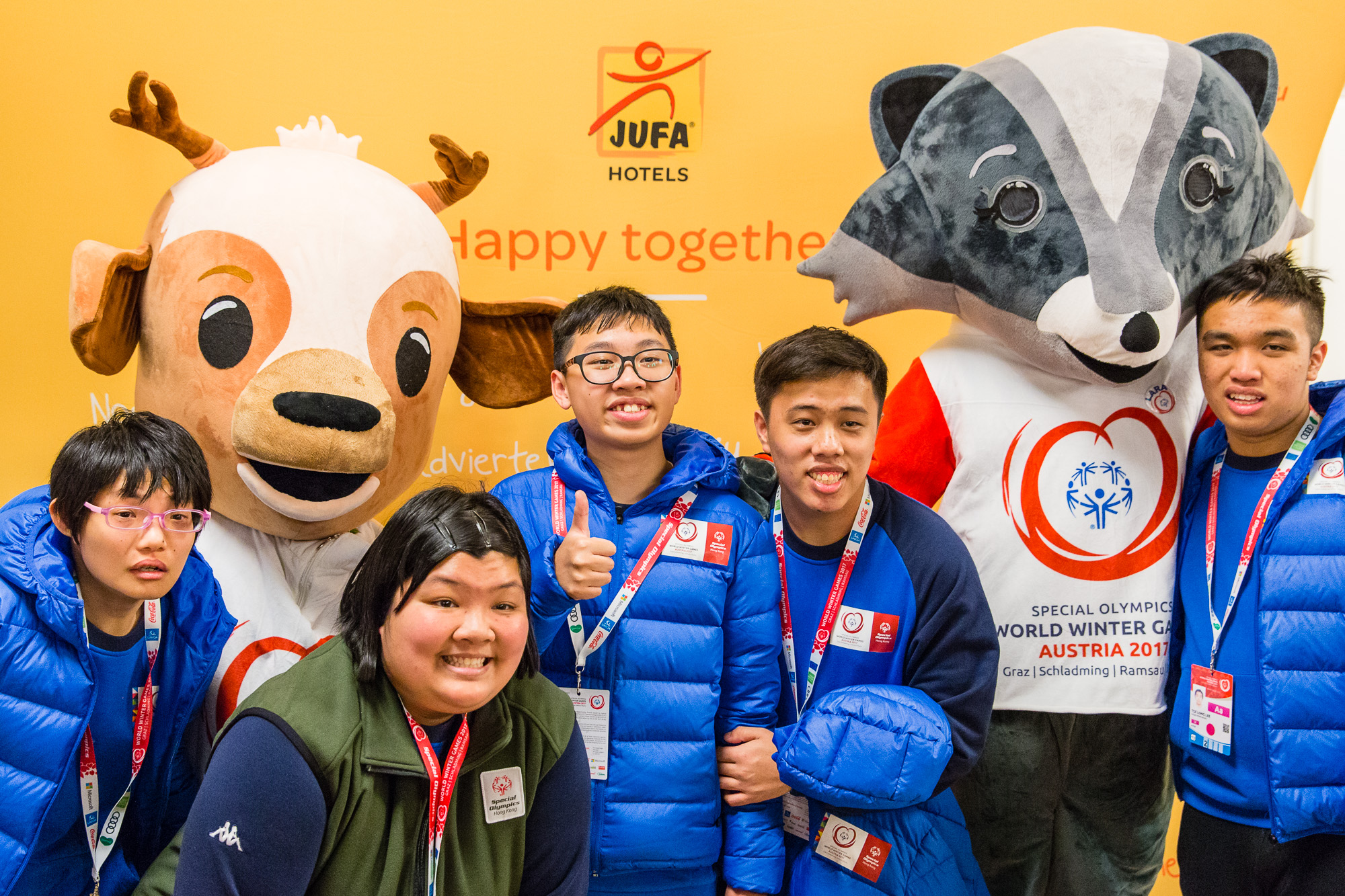

제11회 동계 스페셜 올림픽 세계 대회는 2017년 3월 14일부터 3월 25일까지 오스트리아 그라츠 슐라드밍에서 열린 스페셜 올림픽이다.